# Крюково (Куйбишевський район)
Крю́ково (рос. Крюково) — хутір у Куйбишевському районі Ростовської області Росії. Входить до складу Лисогорського сільського поселення.

## Географія
Географічні координати: 47°39' пн. ш. 39°13' сх. д. Часовий пояс — UTC+4.
Хутір Крюково розташований на південному схилі Донецького кряжу. Відстань до районного центру, села Куйбишева, становить 30 км. Через хутір протікає річка Тузлов.
На північний захід від поселення знаходиться пам'ятка природи «Лисогорка», що займає схил річки Тузлов та дві балки: Мостову і Крейдяну. Площа пам'ятки природи — 136,93 га.

### Урбаноніми
- вулиці — Жовтнева, Молодіжна, Перемоги, Південна, Тузловська;
- провулки — Прифермський[3].

## Історія
Перша згадка про хутір Крюково датується 1866 роком в списку населених місць Області Війська Донського. Тут жила поміщиця Крюкова Раїса Петрівна, на честь якої і було названо село.
Станом на 1915 рік у Крюкові мешкало 753 особи (378 чоловіків і 375 жінок), налічувалося 134 дворових господарства. Було також сільське правління, церковнопарафіяльна школа і сім вітряків.
Під час Другої світової війни місцева школа була зруйнована і лише в 1960-х роках відбудована як новий семирічний навчальний заклад. 
У 1986 році закінчилося будівництво нової середньої школи.

## Населення
За даними перепису населення 2010 року на території хутора проживало 859 осіб. Частка чоловіків у населенні складала 47,7% або 410 осіб, жінок — 52,3% або 449 осіб.

## Соціальна сфера
Будинок культури покинутий і знаходиться в напівзруйнованому стані. Також у населеному пункті діє загальноосвітня школа.

## Пам'ятки

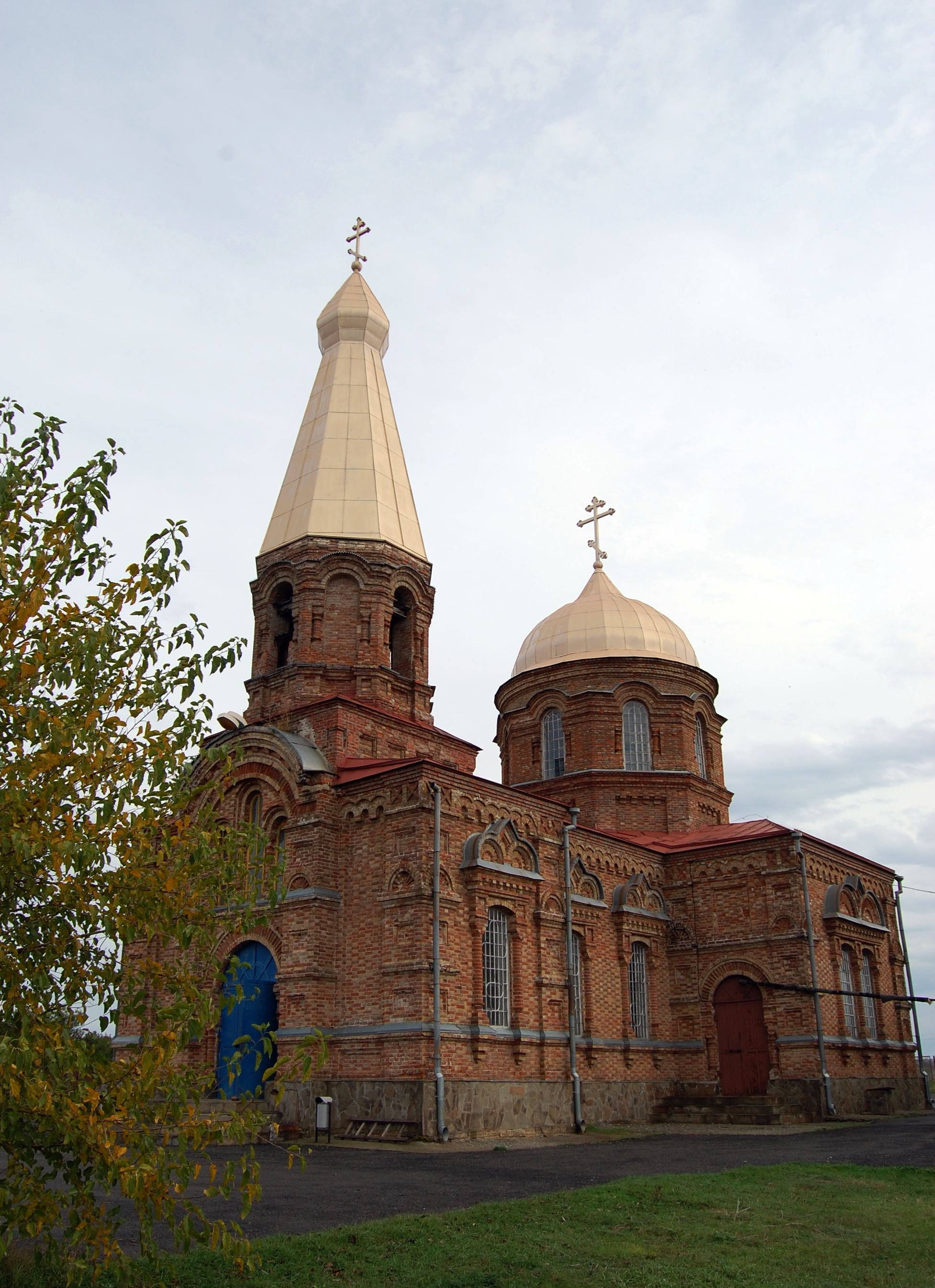
Будівля церкви

На території хутора знаходиться братська могила 25 радянських воїнів, які загинули під час Другої світової війни.

### Церква Різдва Пресвятої Богородиці
Церква Різдва Пресвятої Богородиці, розташована на околиці хутора, побудована в 1902 році на пожертвування вдови відставного підполковника Крюкової Раїси Петрівни та односельчан.
У 1960 році все церковне майно було передано приходу всіх святих Ростова-на-Дону. Після закриття храму, тут зберігалося зерно. Апсида та купола були зруйновані.
З 1984 року храм використовувався як склад, де зберігали отрутохімікати. Відкрилася церква знову в 1997 році з благословення архієпископа Ростовського і Новочеркаського Пантелеймона.
Настоятель храму Різдва Пресвятої Богородиці — ієрей Павло Борцов.

## Видатні уродженці
- Бондаренко Віктор Вікторович (1907—1995) — український економіст.
- Журавльова Наталія Гаврилівна (1918—1994) — Герой Соціалістичної Праці.